# Cerapteryx albipuncta
Cerapteryx albipuncta là một loài bướm đêm trong họ Noctuidae.